# César-díj a legjobb dokumentum rövidfilmnek
A legjobb dokumentum rövidfilm César-díját (franciául César du meilleur court-métrage documentaire) a francia Filmművészeti és Filmtechnikai Akadémia 1977 és 1991 között ítélte oda a kisjátékfilmek elismerésére. Átadása a „Césarok éjszakája” elnevezésű gálaünnepségen történt.
A nagyjátékfilmektől eltérően nem minden, egy-egy évben készült rövid dokumentumfilm került az Akadémia tagjai elé, hanem egy előzetes szűrésen estek át, melyet az Akadémia erre hivatott bizottsága végzett. Az elsőkörös alkotásokat a maximum egyórás, CNC-engedéllyel  rendelkező alkotások közül választották ki. A jelöltek száma az évek során többször változott.
Több évi kihagyás után, 1995-ben a dokumentumfilmek ismét visszatérhettek a versenybe, azonban a terjedelmi korlátozást feloldották, a díj neve pedig César-díj a legjobb dokumentumfilmnek lett.

## Díjazottak és jelöltek
A díjazottak vastagítással vannak kiemelve. Az évszám a díjosztó gála évét jelzi, amikor az előző évben forgalmazásra került film elismerésben részesült.

### 1970-es évek
| Év   | Díjazottak és jelöltek |
| ---- | --- |
| 1977 | - Une histoire de ballon, lycée n°31 Pékin, rendezte: Marceline Loridan és Joris Ivens - L'atelier de Louis, rendezte: Didier Pourcel - L'éruption de la Montagne Pelée, rendezte: Manuel Otéro - Hongrie vers quel socialisme ?, rendezte: Claude Weisz - Les murs d'une révolution, rendezte: Jean-Paul Dekiss - Réponse de femmes: Notre corps, notre sexe, rendezte: Agnès Varda |
| 1978 | - Le maréchal ferrant, rendezte: Georges Rouquier - Benchavis, rendezte: Jean-Daniel Simon - La loterie de la vie, rendezte: Guy Gilles - Naissance, rendezte: Frédéric Le Boyer - Samara, rendezte: Rafi Toumayan |
| 1979 | - L'arbre vieux, rendezte: Henri Moline - Chaotilop, rendezte: Jean-Louis Gros - Tibesti too, rendezte: Raymond Depardon |

### 1980-as évek
| Év   | Díjazottak és jelöltek |
| ---- | --- |
| 1980 | - Petit Pierre, rendezte: Emmanuel Clot - Georges Demenÿ, rendezte: Joël Farges - Le Sculpteur parfait, rendezte: Rafi Toumayan - Panoplie, rendezte: Philippe Gaucherand                           |
| 1981 | - Le miroir de la terre, rendezte: Paul de Roubaix - Abel Gance, une mémoire de l'avenir, rendezte: Laurent Drancourt, Thierry Filliard - Insomnies, rendezte: Peter Schamoni                       |
| 1982 | - Reporters, rendezte: Patrick Deniau - Ci-gisent, rendezte: Valérie Moncorge - Solange Giraud née Tache, rendezte: Simone Bitton                                                                   |
| 1983 | - Junkopia, rendezte: Chris Marker - L’ange de l’abîme, rendezte: Annie Tresgot - Los montes, rendezte: José Martin Sarmiento - Sculptures sonores, rendezte: Jacques Barsac                        |
| 1984 | - Ulysse, rendezte: Agnès Varda - Je sais que j’ai tort, mais demandez à mes copains, ils vous diront la même chose, rendezte: Pierre Lévy - La vie au bout des doigts, rendezte: Jean-Paul Janssen |
| 1985 | - La nuit du hibou, rendezte: François Dupeyron - L’Écuelle et l’assiette, rendezte: Raoul Rossi - Hommage à Dürer, rendezte: Gérard Samson                                                         |
| 1986 | - New York N.Y., rendezte: Raymond Depardon - La boucane, rendezte: Jean Gaumy - C’était la dernière année de ma vie, rendezte: Claude Weisz - Un petit prince, rendezte: Radovan Tadic             |
| 1987 | - A díjat nem osztották ki. |
| 1988 | - L’été perdu, rendezte: Dominique Théron - Pour une poignée de kurus, rendezte: Christian Raimbaud, Gilbert Augerau                                                                                |
| 1989 | - Chet’s romance, rendezte: Bertrand Fèvre - Classified people, rendezte: Yolande Zauberman - Devant le mur, rendezte: Daisy Lamothe                                                                |

### 1990-es évek
| Év   | Díjazottak és jelöltek                                                                                        |
| ---- | --- |
| 1990 | - Chanson pour un marin, rendezte: Bernard Aubouy - Le faucon de Notre-Dame, rendezte: Claude-Christine Farny |
| 1991 | - La valise, rendezte: François Amado - Taj ti csan (Tai Ti Chan), rendezte: Vang Cse Jan (Wong Chi Yan)      |

### 2020-as évek
| Év   | Díjazottak és jelöltek |
| ---- | --- |
| 2022 | - Maalbeek, rendezte: Ismaël Joffroy Chandoutis - America, rendezte: Giacomo Abbruzzese - La fin des rois, rendezte: Rémi Brachet - Les antilopes, rendezte: Maxime Martinot                                    |
| 2023 | - Maria Schneider, 1983, rendezte: Elisabeth Subrin, - Churchill, Polar Bear Town, rendezte: Annabelle Amoros - Écoutez le battement de nos images, rendezte: Audrey Jean-Baptiste, Maxime Jean-Baptiste        |
| 2024 | - La mécanique des fluides, rendezte: Gala Hernández López - L'Acteur, ou la surprenante vertu de l'incompréhension, rendezte: Hugo David és Raphaël Quenard - L'effet de mes rides, rendezte: Claude Delafosse |
| 2025 | - Les Fiancées du sud, rendezte: Elena López Riera - Petit Spartacus, rendezte: Sara Ganem - Un cœur perdu et autres rêves de Beyrouth, rendezte: Maya Abdul-Malak                                              |